# Ann-Katrin Magg
Ann-Katrin Magg (7 marzo 1994) è un'ex sciatrice alpina tedesca.

## Biografia
Attiva in gare FIS dal dicembre del 2009, la Magg ha esordito in Coppa Europa il 22 gennaio 2012 a Sankt Moritz in discesa libera (59ª) e in Coppa del Mondo il 20 dicembre 2014 a Val-d'Isère nella medesima specialità (49ª). Ancora a Val-d'Isère ha ottenuto, il 18 dicembre 2015 in combinata, il suo miglior piazzamento nel massimo circuito internazionale (31ª).
Ha preso per l'ultima volta il via in Coppa del Mondo in occasione della discesa libera di Crans-Montana del 23 febbraio 2019, che ha chiuso al 38º posto, e si è ritirata al termine di quella stessa stagione 2018-2019: la sua ultima gara è stata una combinata FIS disputata il 22 marzo a Garmisch-Partenkirchen, non completata dalla Magg. Non ha preso parte a rassegne olimpiche o iridate.

## Palmarès

### Coppa Europa
- Miglior piazzamento in classifica generale: 86ª nel 2015

### Campionati tedeschi
- 1 medaglia:
  - 1 bronzo (discesa libera nel 2019)